# Ligne du Pied-du-Jura
 (avril 2013).
Si vous disposez d'ouvrages ou d'articles de référence ou si vous connaissez des sites web de qualité traitant du thème abordé ici, merci de compléter l'article en donnant les références utiles à sa vérifiabilité et en les liant à la section « Notes et références ».
La ligne Lausanne – Bienne, aussi nommée ligne du Pied-du-Jura est une ligne ferroviaire suisse qui passe au pied de la chaîne du Jura depuis Lausanne jusqu'à Bienne.

## Historique
La ligne a été divisée en plusieurs parties.
La plus ancienne partie est celle située à l'ouest Suisse et qui a été ouverte en 1855 entre Yverdon-les-Bains et Morges via Bussigny–Renens. Elle a été suivie en 1856 de la voie de raccordement entre Bussigny et Morges et depuis 1858 on peut aller de Morges jusqu'à Genève via le bord du lac Léman. Puis en 1859 la section Yverdon–Vaumarcus et la société Franco-Suisse (FS) a ouvert la section Vaumarcus-Frienisberg, une gare provisoire proche du Landeron au bord du Lac de Bienne, qui était relié à Nidau via une voie maritime.
De l'autre côté la Schweizerische Centralbahn (SCB) a ouvert en 1857 une ligne de Olten via Herzogenbuchsee jusqu'à Soleure et puis jusqu'à Bienne. La voie du Herzogenbuchsee nach Solothurn est aujourd'hui une partie la ligne Wanzwil-Soleure. Le 1er août 1858, les SCB ont ouvert une petite ligne (840 mètres) qui va de Bienne jusqu'à Nidau, au bord du lac de Bienne. En 1860, la partie manquante de la voie entre Bienne et le Landeron a été comblée par la Schweizerische Ostwestbahn (OWB), la ligne de Bienne vers Nidau a été abandonnée le 10 décembre 1860. La ligne Bienne - Neuchâtel a donc été ouverte au trafic en 1860. La même année voit l'ouverture de la ligne Neuchâtel - La Chaux-de-Fonds et Neuchâtel - Pontarlier, renforçant ainsi l'offre ferroviaire dans cette région sud du Jura.
Avec l'achèvement du dernier tronçon de la voie le 3 décembre 1860, il est désormais possible de traverser la Suisse d'est (St. Margrethen) en ouest (Genève) entièrement en train, même s'il faut plusieurs fois changer de train à cause des nombreuses compagnies existantes à cette époque.
La dernière partie de la ligne du Pied-du-Jura a été finie en décembre 1876 entre Olten et Oensingen.

### Chronologie
- 7 mai 1855 : mise en service Bussigny–Yverdon-les-Bains (Ouest Suisse, OS) ;
- 1er juillet 1855 : mise en service Bussigny–Renens VD–Morges (OS) ;
- 5 mai 1856 : mises en service Renens VD–Lausanne et Bussigny–Morges (OS) ;
- 1er juin 1857 : mise en service (Herzogenbuchsee–) Solothurn–Biel/Bienne (Schweizerische Centralbahn, SCB) ;
- 18 mars 1858 : mise en service (Seyssel–) La Plaine–Genève (Lyon–Genève, LG) ;
- 14 avril 1858 : mise en service Morges–Coppet (OS[3]) ;
- 21 avril 1858 : mise en service Coppet–Versoix (OS) ;
- 25 juin 1858 : mise en service Versoix–Genève (Genève–Versoix, GV) ;
- 7 novembre 1859 : mises en service Yverdon–Vaumarcus (OS) et Vaumarcus–Frienisberg (Franco-Suisse, FS) ;
- 3 décembre 1860 : mise en service Frienisberg–Biel/Bienne (Schweizerische Ostwestbahn, OWB) ;
- 1866 : suppression service voyageurs Bussigny–Morges (OS) ;
- 4 décembre 1876 : mise en service (Busswil–) Solothurn–Olten (SCB) ;
- 1879 : suppression totale Bussigny–Morges (Suisse-Occidentale, SO ; sera rétabli le 23 mai 1971) ;
- 1er février 1925 : mise en service de l'électrification Lausanne–Yverdon (CFF) ;
- 22 décembre 1925 : mise en service de l'électrification Renens VD–Genève ;
- 23 décembre 1927 : mise en service de l'électrification Yverdon–Olten ;
- 27 septembre 1956 : mise en service de l'électrification Genève–La Plaine (CC 1500 V) ;
- 23 mai 1971 : mise en service de la gare de Lausanne-Triage, remise en service Bussigny–Morges ;
- 10 juin 2001 : mise en service du nouveau tronçon à double voie entre Onnens-Bonvillars et Gorgier–St-Aubin ;
- 15 décembre 2013 : ouverture au trafic voyageurs des haltes de Biel/Bienne Bözingenfeld/Champs-de-Boujean et Solothurn Allmend[4].

## Source de la traduction
- (de) Cet article est partiellement ou en totalité issu de l’article de Wikipédia en allemand intitulé « Jurafusslinie » (voir la liste des auteurs).